# ريمي دي جيرولامو
ريمي دي جيرولامو (بالفرنسية: Rémi Di Girolamo)‏ هو مجدف فرنسي، ولد في 26 أبريل 1982 في أرجنتوي في فرنسا.

## وصلات خارجية
- ريمي دي جيرولامو على موقع الاتحاد الدولي للتجديف (الإنجليزية)